# Pedro Bohórquez
Pedro Chamijo, più comunemente noto come Pedro Bohórquez o Inca Hualpa (Arahal, 1602 – Lima, 3 gennaio 1667), è stato un esploratore spagnolo attivo nel Vicereame del Perù.

## Biografia
Nacque probabilmente in Spagna, anche se secondo alcune fonti sarebbe nato a Quito. Dopo aver cercato fortuna in Perù in molti modi, attorno al 1656 si auto-incoronò Inca (imperatore) degli indiani Calchaquí, imbrogliando non solo gi indiani ma anche il governo spagnolo ed ralcuni religiosi. La sua storia è un esempio quasi leggendario di Romanzo picaresco, con una fine tragica.
Di origini campesino, era probabilmente un Moriscos (musulmano spagnolo convertito al cristianesimo) o un Mudéjar (musulmano spagnolo non convertito al cristianesimo). Imparò a leggere e scrivere studiando con i gesuiti di Cadice. Si imbarcò in Spagna per l'America in giovane età, attratto dalla promessa di facili ricchezze che il Nuovo Mondo sembrava offrire. Provo ad arricchirsi in molti modi per molti anni in Perù, ma senza fare la fortuna che aveva sperato.
In Alto Perú, vicino a Potosí, incontrò un prete di nome, ed i due divennero amici. Per fuggire dalle autorità spagnole, Chamijo assunse il cognome di Bohórquez.
Attorno al 1656 giunse a San Miguel de Tucumán, in quella che ora è l'Argentina. Questa città fu una delle principali della zona che comprendeva le odierne province di Jujuy, Salta, Catamarca, La Rioja, Tucumán, Santiago del Estero, Córdoba e le parti occidentali di Chaco e Formosa.
Si trattava di un vasto territorio, ma la situazione dei coloni spagnoli era precaria, in parte a causa dell'opposizione dei nativi Calchaquí, un popolo guerriero della confederazione Diaguita o Pazioca che era stato soggiogato all'impero inca. A quel punto si opponevano duramentegiogo spagnolo. I tentativi dei fatti dai gesuiti di evangelizzarli non avevano avuto successo.
A partire dal 1656 iniziò a girare la voce che i Calchaquí conoscessero il luogo in cui si trovavano incredibili quantità di metalli preziosi, nascosti durante il declino dell'impero inca.
Non si sa di come Bohórquez venne a sapere di questa cosa. Aveva una carnagione scura, ed era sposato con una donna indigena. Si dice anche che parlasse fluentemente la lingua quechua. Grazie a queste cose riuscì a convincere i Calchaquí di essere il discendente degli imperatori inca, e che l suo vero nome era Inca Hualpa. Probabilmente i Calchaquí non credettero a questa storia (non volevano essere soggetti agli Inca più di quanto non volevano esserlo agli spagnoli), ma l'apparizione di "Inca Hualpa" avrebbe potuto liberarli dal giogo spagnolo.
Bohórquez assicurò ai suoi nuovi sudditi che se gli avessero rivelato il luogo in cui si trovava il tesoro nascosto, egli avrebbe fatto il possibile per cacciare gli invasori. Nello stesso momento disse agli spagnoli che, essendo considerato imperatore dagli indigeni, sarebbe stato in grado di ottenere la sottomissione al re spagnolo ed il tesoro, ma solo se gli spagnoli gli avessero garantito il riconoscimento del titolo di monarca locale. Convinse anche i gesuiti del fatto che come monarca cristiano avrebbe fatto convertire tutti i sudditi.
Il governatore di Tucumán, Alonso Mercado y Villacorta, si incontrò con Bohórquez nel giugno del 1657 a Belén. Accettò di conferirgli il titolo di capitano generale e di celebrare una settimana di festa in sua onore. L'unica opposizione giunse dal vescovo di Tucumán, fra' Melchor de Maldonado y Saavedra, il quale sospettava l'imbroglio. Nonostante questo Bohórquez riuscì a mantenere l'incarico per due anni, durante i quali istituì un governo forte fortificando le valli contro gli spagnoli.
Quando fu scoperto diede il via alla terza rivolta Calchaquí contro gli spagnoli, attaccando le città di Salta e San Miguel de Tucumán, provocando molti morti. Fu infine sconfitto dagli uomini del governatore Mercado, ma senza essere preso subito prigioniero.
Quando fu arrestato venne perdonato dal viceré del Perù, Baltasar de la Cueva Enríquez. La sfortuna o un tradimento portò alla luce un nuovo progetto di rivolta dei Calchaquí. Fu impiccato a Lima il 3 gennaio 1667, e la sua testa fu esposta su una picca. Per quanto riguarda gli indigeni, i sopravvissuti vennero divisi, distribuiti alle encomienda per il lavoro forzato. Alcuni furono spostati dalle loro vall nelle montagne e trasferiti in luoghi lontani. I Quilmes furono portati a Buenos Aires, dove una città porta ancora il loro nome.
La sua storia fu raccontata da padre Hernando de Torreblanca, un gesuita che aveva creduto a Inca Hualpa, nel suo Relación histórica de Calchaquí (1696). Roberto J. Payró pubblicò un romanzo nel 1905, El falso inca.